# 加来徹也
加来 徹也（かく てつや、1964年12月20日 - ）は、元・株式会社コネクトテクノロジーズ代表取締役会長。
1988年（昭和63年）、武蔵工業大学工学部電気工学科卒業ののち、日本アイ・ビー・エム株式会社に入社。在籍時に先進製品企画のブランドマーケティングスタッフとしてIBM Palm Top PC 110を企画し、商品化した。
加来氏は1998年（平成10年）にセガ・エンタープライゼスへ出向、ドリームキャストの開発に関わる。
2000年（平成12年）株式会社インデックス入社。同年6月にコネクト（現・コネクトテクノロジーズ）設立にあたり代表取締役社長に就任。2009年（平成21年）に代表取締役会長（CTO兼任）となった。
2010年（平成22年）2月、経営合理化の実施に伴う経営責任を明確にすることを理由として辞任。